# 黑水镇 (沿河县)
黑水镇，是中华人民共和国贵州省铜仁市沿河土家族自治县下辖的一个乡镇级行政单位。
2015年1月23日，贵州省人民政府批复同意沿河县乡镇行政区划调整，新设置的黑水镇辖原黑水乡，镇人民政府驻龙堡村。

## 行政区划
黑水镇下辖以下地区：
大山村、氽塘村、侯家村、朝阳村、建权村、斜岩村、尖山村、龙塘村、新典村、桂家山村、麻竹溪村、凉村、杨寨村、爱群村、龙堡村和新群村。